# Hôtel de Boisleroy
L'hôtel de Boisleroy, ou hôtel Moisant-Girollet, est un hôtel particulier situé à Tours.

## Localisation
L'hôtel est situé au 23 rue Briçonnet, à Tours.

## Historique
L'hôtel est construit à partir de 1678 par Jean-Baptiste Gaullepied de Boisleroy, baron de Sennevières, lieutenant particulier au bailliage et siège présidial de Tours, maire de Tours (1677-1678). En 1745, l'hôtel appartient à François Moisant-Girollet, marchand-fabricant en soierie, juge-consul et administrateur de l'Hôtel-Dieu de Tours.
L'hôtel est inscrit à l'inventaire général du patrimoine culturel depuis 1991.